# Marshosaurus
Genre
Espèce
Marshosaurus est un genre fossile de dinosaures théropodes Megalosauroidea ayant vécu dans l'ouest des États-Unis au cours du Jurassique supérieur.
Une seule espèce est rattachée au genre : Marshosaurus bicentesimus, décrite par Madsen en 1976.

## Étymologie
Il a été nommé par James Madsen en l'honneur du paléontologue Othniel Charles Marsh, qui a décrit de nombreux fossiles de dinosaures pendant la « guerre des os », dont le associé au mot latin « saurus », « lézard », pour former « lézard de Marsh ». Le nom de l'espèce célèbre le bicentenaire des États-Unis d'Amérique » en 1976, année de la publication.

## Distribution et datation
Marshosaurus a été découvert dans la formation de Morrison ; l'holotype est un ilium gauche trouvé dans la carrière à dinosaures de Cleveland Lloyd dans le centre de l'Utah. D'autres restes fossiles qui pourraient appartenir à ce genre ont également été exhumés dans cette même formation dans l'état du Colorado.
La formation géologique de Morrison est datée du Jurassique supérieur (Kimméridgien-Tithonien). Les fossiles ont été découverts dans la partie inférieure du « Brushy Basin Member » de la formation, d'âge kimméridgien, soit il y a entre 154,8 ± 0,8 et 149,2 ± 0,7 Ma (millions d'années).

## Description
En plus de l'ilion holotype, Marshosaurus est connu à partir de pièces d'au moins trois (éventuellement 4) individus. C'est un théropode de taille moyenne, mesurant jusqu'à 5 ou 6 mètres de longueur avec un crâne d'environ 60 centimètres de long.
Les caractères du squelette montrent qu'il s'agissait d'un  Tetanurae, un groupe de nombreux théropodes comprenant, entre autres, Tyrannosaurus, Velociraptor, Allosaurus, Condorraptor et Piatnitzkysaurus.

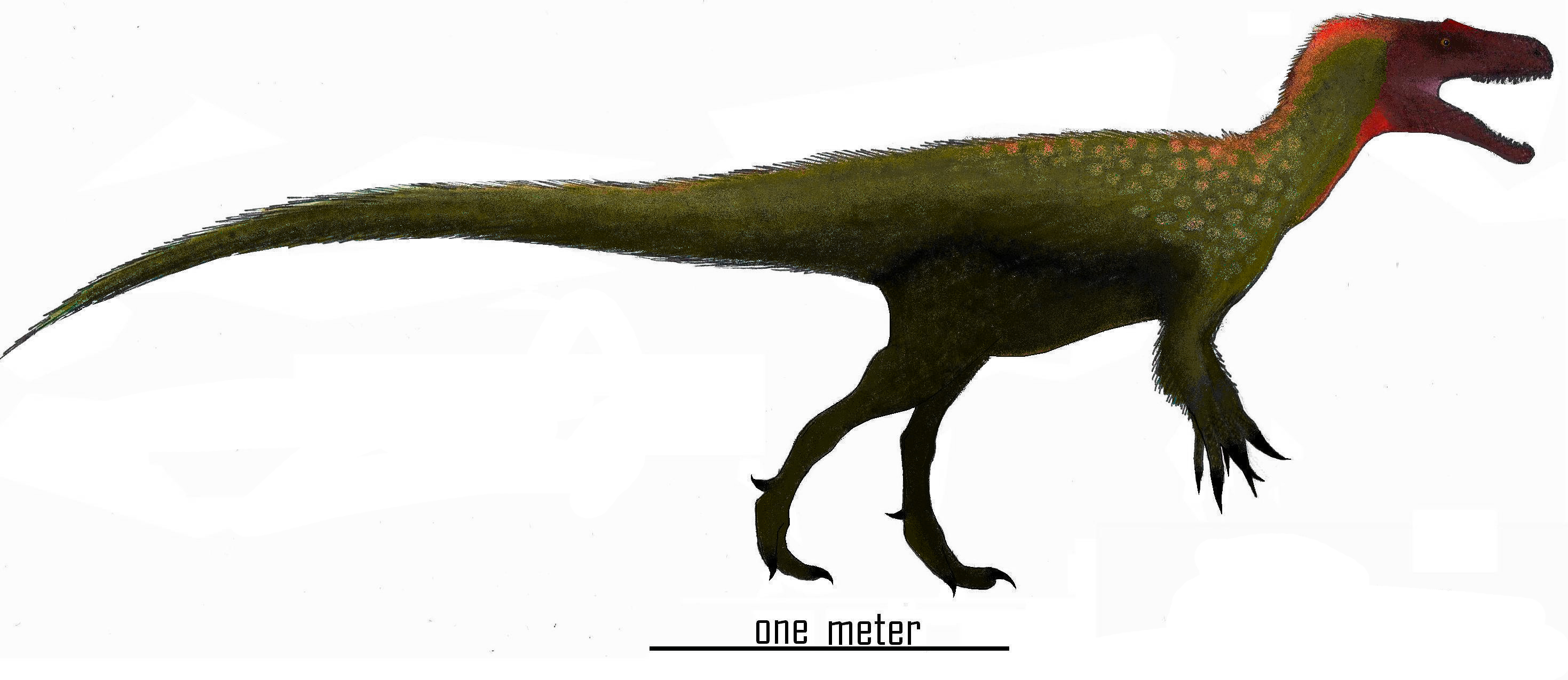
Reconstitution avec plumes hypothétiques.

## Classification
À l'origine, l'inventeur du genre, Madsen, ne put classer précisément Marshosaurus qu'il considéra comme un théropode incertae sedis.
Une analyse phylogénétique des théropodes conduite par R. Benson en 2010 le place parmi les Megalosauroidea dans un nouveau clade nom nommé, au sein duquel il se trouve en groupe frère avec le clade incluant Condorraptor et Piatnitzkysaurus. Carrano et al. (2012) l'ont classé comme un Piatnitzkysauridae.
Cladogramme des Megalosauroidea avec la position de Marshosaurus, établi par R. Benson en 2010 :
|  | Marshosaurus                                                      |
|  |                                                                   |
|  | \| \| Condorraptor \| \| \| \| \| \| Piatnitzkysaurus \| \| \| \| |
|  |                                                                   |
|  | Condorraptor                                                      |
|  |                                                                   |
|  | Piatnitzkysaurus                                                  |
|  |                                                                   |

|  | Condorraptor     |
|  |                  |
|  | Piatnitzkysaurus |
|  |                  |

|  | Marshosaurus                                                      |
|  |                                                                   |
|  | \| \| Condorraptor \| \| \| \| \| \| Piatnitzkysaurus \| \| \| \| |
|  |                                                                   |
|  | Condorraptor                                                      |
|  |                                                                   |
|  | Piatnitzkysaurus                                                  |
|  |                                                                   |

|  | Condorraptor     |
|  |                  |
|  | Piatnitzkysaurus |
|  |                  |

|  | Marshosaurus                                                      |
|  |                                                                   |
|  | \| \| Condorraptor \| \| \| \| \| \| Piatnitzkysaurus \| \| \| \| |
|  |                                                                   |
|  | Condorraptor                                                      |
|  |                                                                   |
|  | Piatnitzkysaurus                                                  |
|  |                                                                   |

|  | Condorraptor     |
|  |                  |
|  | Piatnitzkysaurus |
|  |                  |

|  | Marshosaurus                                                      |
|  |                                                                   |
|  | \| \| Condorraptor \| \| \| \| \| \| Piatnitzkysaurus \| \| \| \| |
|  |                                                                   |
|  | Condorraptor                                                      |
|  |                                                                   |
|  | Piatnitzkysaurus                                                  |
|  |                                                                   |

|  | Condorraptor     |
|  |                  |
|  | Piatnitzkysaurus |
|  |                  |